# Liaoning
Liaoning (kínaiul 辽宁, kiejtéseⓘ, pinjin átírással Liáoníng) Kína egyik északkeleti tartománya. Székhelye Senjang (Shenyang).

## Történelem
A mai tartomány neve 1929-ig Fengtian volt. A Csing-dinasztia (Qing-dinasztia) idején a tartományban található Senjang (Shenyang)ban volt a főváros, majd innen került át Peking (Beijing)be.
A tartományban található Talien (Dalian) és Lüsun (Lüshun) kikötők. Lüsun (Lüshun) (korábban Port Arthur) volt az 1904–1905-ös japán–orosz háború egyik fontos helyszíne.

## Népesség
| 2010 | 43 746 323 |
| 2020 | 42 591 407 |